# Даниловський район (Ярославська область)
Даниловський район (рос. Даниловский район) — адміністративна одиниця Ярославської області Російської Федерації.
Адміністративний центр — місто Данилов.

## Адміністративний поділ
До складу району входять одне міське та 3 сільських поселення:
1. міське поселення Данилов (в межах м. Данилова)
2. Даниловське сільське поселення (сел. Горушка)
  - Даниловський сільський округ (сел. Горушка)
  - Єрмаковський сільський округ (д. Єрмаково)
  - Марьїнський сільський округ (д. Малоє Марьїно)
  - Покровський сільський округ (с. Покров)
  - Слободський сільський округ (д. Слобода)
  - Тороповський сільський округ (с. Торопово)
  - Вахтинський сільський округ (с. Спас)
  - Горинський сільський округ (с. Горинське)
  - Шаготський сільський округ (с. Шаготь)
3. Дмитрієвське сільське поселення (с. Дмитрієвське)
  - Бабаєвський сільський округ (д. Бабаєво)
  - Дмитрієвський сільський округ (с. Дмитрієвське)
  - Рижиковський сільський округ (с. Рижиково)
  - Семівраговський сільський округ (д. Скоково)
4. Середське сільське поселення (с. Середа)
  - Зіменковський сільський округ (д. Ликошино)
  - Нікольський сільський округ (д. Чур'яково)
  - Семловський сільський округ (д. Семлово)
  - Середський сільський округ (с. Середа)
  - Трофімовський сільський округ (д. Трофімово)
  - Федурінський сільський округ (д. Федуріно)